# Blaignan-Prignac
Blaignan-Prignac is een gemeente in het Franse departement Gironde (regio Nouvelle-Aquitaine). De plaats maakt deel uit van het arrondissement Lesparre-Médoc. Blaignan-Prignac is op 1 januari 2019 ontstaan door de fusie van de gemeenten Blaignan en Prignac-en-Médoc. De gemeente telde 449 inwoners op 1 januari 2022.

## Geografie
De oppervlakte van Blaignan-Prignac bedroeg op 1 januari 2022 14,27 vierkante kilometer; de bevolkingsdichtheid was toen 31,5 inwoners per km².

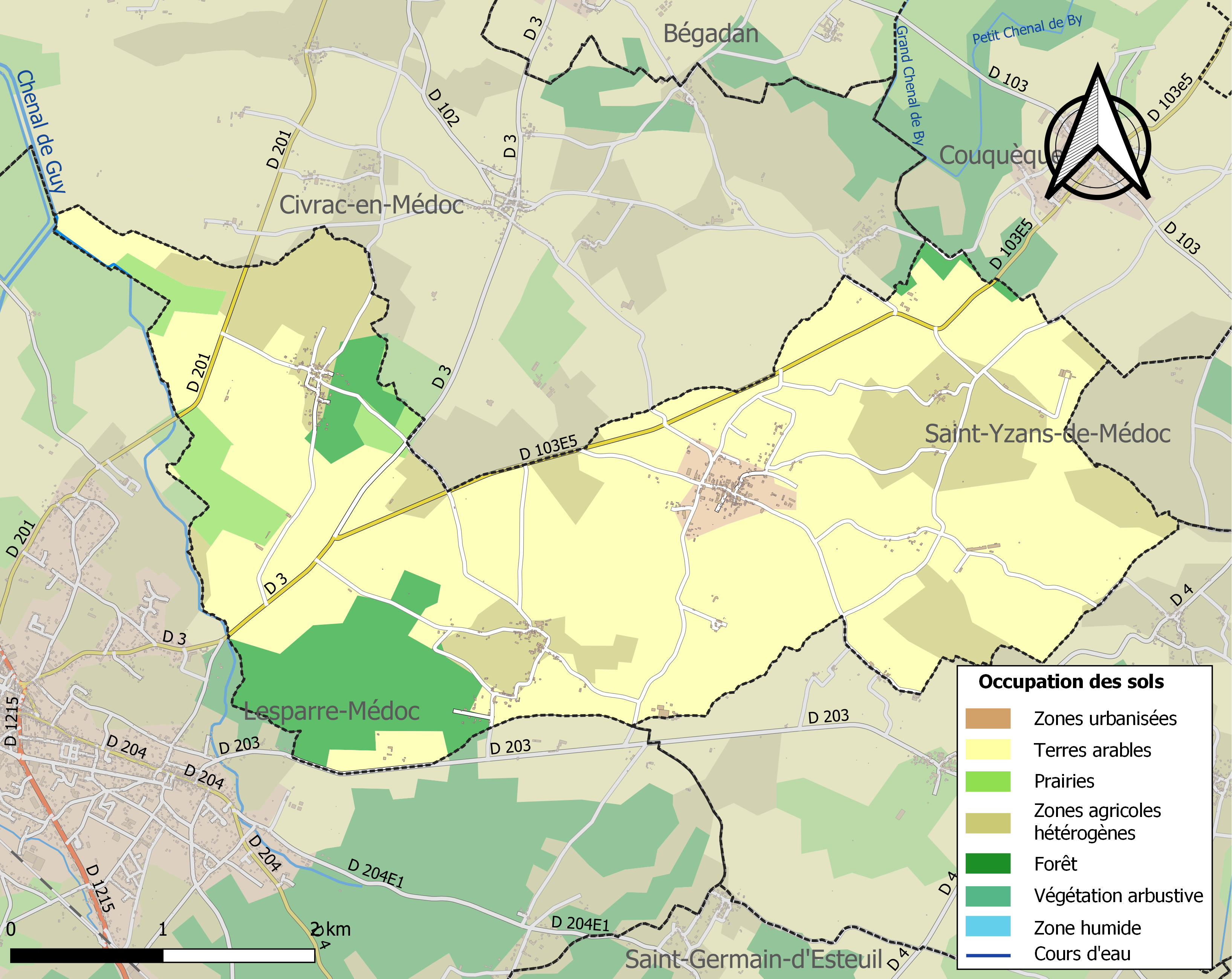
Kaart van de gemeente met belangrijkste infrastructuur, bodemgebruik en omliggende gemeenten

## Demografie
Onderstaande figuur toont het verloop van het inwonertal (bron: INSEE-tellingen).